# Aigialosaurus
Aigialosaurus is een geslacht van uitgestorven mariene of semiaquatische hagedissen uit het Laat-Krijt, geclassificeerd als onderdeel van de familie Aigialosauridae binnen de Mosasauroidea. Uitsluitend gevonden in afzettingen van het Cenomanien in de buurt van Hvar in Kroatië, bevat het geslacht als enige geldige soort Aigialosaurus dalmaticus. Volgens recente moleculaire en morfologische gegevens is Aigialosaurus het oudst bekende lid van de lijn die leidt tot grote zeereptielen uit het Krijt die mosasauriërs worden genoemd, een groep die het nauwst verwant is aan slangen onder levende Squamata. Het was een relatief klein reptiel met een lengte van honderdvijftien centimeter en een lichaamsgewicht van drie kilogram.
Een andere basale mosasauroïde Opetiosaurus werd in 2009 voorgesteld als de tweede soort Aigialosaurus bucchichi, hoewel deze conclusie niet door recente analyses is ondersteund.